# Вулиця Прогулкова
Вулиця Прогулкова — вулиця у Личаківському районі міста Львів, місцевість Великі Кривчиці (Кривчицька колонія). Починається від вулиці Березової та завершується глухим кутом, утворюючи перехрестя з вулицями Кривчицька Дорога та Втіха. Прилучаються вулиці Розкіш, Корпанюків, На Копані.

## Історія та забудова
Вулиця виникла на початку 1930-х років, при будівництві Робітничої Кривчицької колонії. У 1933 році отримала назву Вицєчкова (укр. Прогулкова). Під час нацистської окупації з 1943 року по липень 1944 року носила назву Костомарівґассе, на честь історика Миколи Костомарова. У липні 1944 році вулиці повернули довоєнну назву, але вже наступного, 1945 року назву уточнили на Прогулкову (українізований варіант старої назви).
Забудована переважно одно- та двоповерховими конструктивістськими будинками 1930-х років, є і сучасні садиби.